# Gymnomera hirta
Gymnomera hirta är en tvåvingeart som beskrevs av Friedrich Georg Hendel 1930. Gymnomera hirta ingår i släktet Gymnomera och familjen kolvflugor. Inga underarter finns listade i Catalogue of Life.